# Bernd Begemann

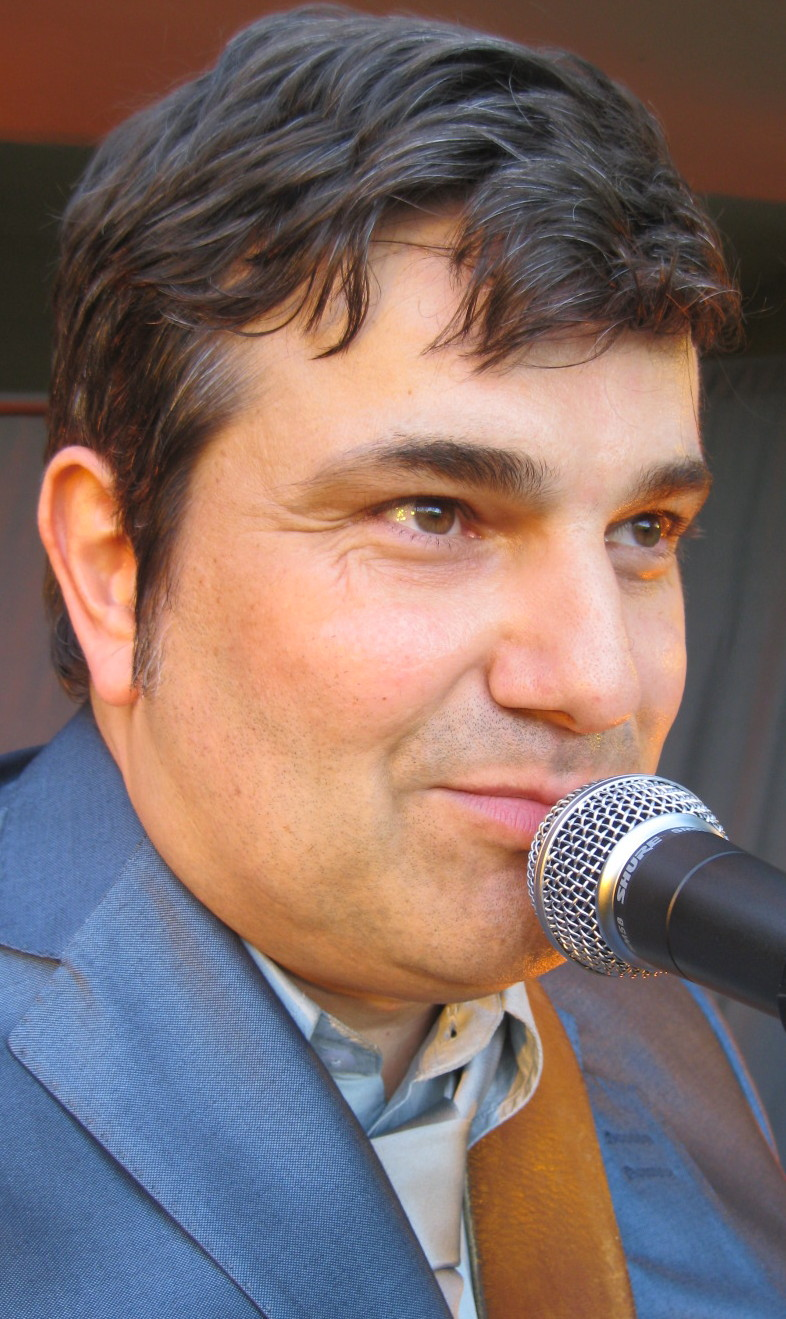
Bernd Begemann (2010)

Bernd Begemann (* 1. November 1962 in Braunschweig als Kai Stefan Rönnau) ist ein deutscher Sänger, Gitarrist und Entertainer.

## Leben
Bernd Begemann ist der Sohn einer deutschen Mutter und eines türkischen Vaters und wurde 1963 im Alter von sechs Monaten von Margot und Bernhard Begemann adoptiert. Er wuchs in Bad Salzuflen auf und besuchte eine Schule im Schulzentrum Lohfeld. Bereits in dieser Zeit knüpfte er Kontakte zum späteren Tontechniker Frank Werner und lernte kurze Zeit später Frank Spilker kennen.
Begemann kam 1984 von Bad Salzuflen nach Hamburg. Dort verbuchten Begemann und seine Band Die Antwort Erfolge, als 1987 das erste Album produziert wurde. Begemann nutzte den Zuspruch dieser Band, um zusammen mit Gruppen aus seiner Heimat aufzutreten. Das waren vor allem die Bands um das Fast-Weltweit-Label, aus denen unter anderem Blumfeld, Die Sterne und Die Braut haut ins Auge hervorgingen. Er hatte großen Einfluss auf die Hamburger Schule. 1993 gründete Begemann sein eigenes Label rothenburgsort records.
Regelmäßig erscheinen seither seine Solo-Alben. Er lud 1996 beim NDR in drei Sendungen Underground-Stars (Tocotronic, Freie Berliner Ischen und JaKönigJa) in sein Wohnzimmer ein (Bernd im Bademantel, gedreht in seiner damaligen Privatwohnung in Hamburg-Rothenburgsort), trat bei der WDR-Sendung Kanzlerbungalow auf und spielte kleine Rollen in Kinofilmen.

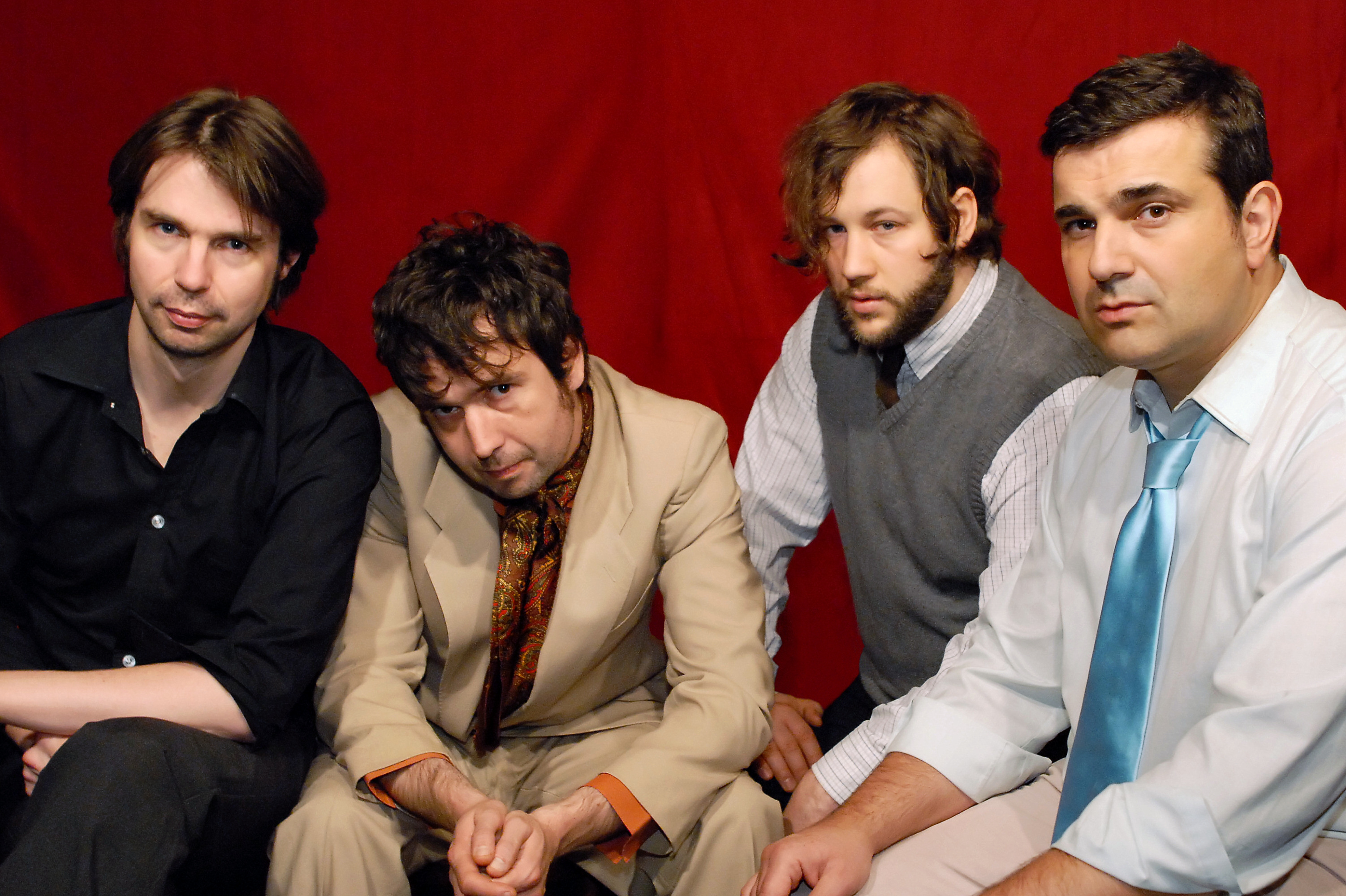
Bernd Begemann (ganz rechts) und die Befreiung, 2007

Von 2004 bis 2006 war Begemann beim Hamburger Label Grand Hotel van Cleef unter Vertrag und ist seitdem mit seiner Band Bernd Begemann und die Befreiung in der Besetzung Bernd Begemann (Gesang, Gitarre), Ben Schadow (Bass), Kai Dorenkamp (Keyboard) und Achim Erz (Schlagzeug) unterwegs. Mit seinem Bassisten Ben Schadow und dem Filmemacher Kay Otto bespricht er in unregelmäßigen Abständen im Podcast Flimmerfreunde aktuelle Filme. Begemann schrieb im Sommer 2007 einige Stücke für den Soundtrack des Fernsehfilms Autopiloten von Bastian Günther, der auf ARTE und 3sat lief.
Am 1. Oktober 2010 nahmen er und Dirk Darmstaedter mit dem Freddy-Quinn-Klassiker So geht das jede Nacht am Bundesvision Song Contest 2010 in Berlin für Niedersachsen teil. Sie belegten dort den letzten Platz.
Im September 2011 erschien das Studioalbum Wilde Brombeeren bei Tapete Records, das weitgehend positiv besprochen wurde. So lobte die Zeitschrift Intro das Album als sehr gut. Im Dezember 2015 folgte mit Eine kurze Liste mit Forderungen ein weiteres Album, auf dem unter anderem Paul Pötsch von der Hamburger Band Trümmer als Gastsänger zu hören ist.
2018 erschien sein romantischer Liederzyklus Die Stadt & das Mädchen, ein Duo-Album mit dem Pianisten Kai Dorenkamp.
Mit Fernsehen mit deiner Schwester wurde 2022 ein Song Begemanns in die Pop-Anthologie der Frankfurter Allgemeine Zeitung aufgenommen.
Neun Jahre nach seinem letzten Album mit seiner Band "Die Befreiung" veröffentlichte Begemann 2024 sein neues Album Milieu. Jasmin Lütz urteilt auf laut.de: "Die Platte hält viele lebhafte Pop-Momente mit eingängigen Melodien und Zeilen bereit, die man direkt mitsingt". Auf Zeit Online kommt Tobias Lentzler zu dem Urteil, dass seine Songs "gewohnt lakonisch, wehmütig, spöttisch" seien. Zugleich gab Begemann dort an, die politische Lage im Land und Nachwirkungen der Pandemie Spuren hinterlassen. Eine Verletzung seines linken Ellenbogens Ende 2023 ließ ihn zeitweilig daran zweifeln, ob er je wieder Gitarre würde spielen können. 

## Privates
Seit Ende des Jahres 1996 lebte Begemann in Hamburg-St. Pauli; 2015 zog er nach Hamburg-Stellingen. Er begründete dies 2016 in einem Interview: „Ich bin ein moppeliger 53-jähriger, ich eigne mich nicht für Barrikadenkämpfe, ich muss es jetzt gut haben. Es sind viele Sachen zusammengekommen, wieso ich aus St. Pauli weggezogen bin, aber wenn in der Nachbarschaft die Hälfte der Zeit eine Fan-Meile ist, dann kommst Du Dir verarscht vor. Ich bin kein Komparse für diese Spießer.“
Begemann ist der Vater der Sängerin Belinda Marlen Frey.

## Diskografie

### Alben
- Rezession, Baby (EP; 1993)
- Rezession, Baby (1993)
- Solange die Rasenmäher singen (1994)
- Sexy Sadie (Soundtrack; 1996)
- Jetzt bist du in Talkshows (1996)
- Sag Hallo zur Hölle (2000)
- Live (2001)
- Endlich (2003)
- This Road Doesn’t Lead to My House Anymore (2003) Bernd Begemann mit Dirk Darmstaedter
- Unsere Liebe ist ein Aufstand (2004) Bernd Begemann und Die Befreiung
- Ich werde sie finden (2006)
- Glanz (7. März 2008) Bernd Begemann und Die Befreiung
- Ich erkläre diese Krise für beendet (2009) Bernd Begemann und Die Befreiung
- So geht das jede Nacht (2010) Bernd Begemann & Dirk Darmstaedter
- Wilde Brombeeren (2011) Bernd Begemann und Die Befreiung
- Eine kurze Liste mit Forderungen (2015) Bernd Begemann
- Die Stadt & das Mädchen (2018) Bernd Begemann (mit Kai Dorenkamp)
- Milieu (2024) Bernd Begemann und Die Befreiung

Die Antwort
- Die Antwort (1987)
- Morgen tut es dir leid (EP – 1990)
- No. 1 (1991)
- Hier (1992)
- Die Antwort (1998)

### Singles
- Viel zu glücklich (um es lange zu bleiben) (1994)
- Zweimal zweite Wahl (1996)
- Ich kann dich nicht kriegen, Katrin (2003) Endlich
- Bis du den richtigen triffst – nimm mich (2003) Bernd Begemann feat. Kim Frank
- Ich hab nichts erreicht außer dir (2004) Bernd Begemann und Die Befreiung
- Die neuen Mädchen sind da (2009), nur digital
- So geht das Jede Nacht (2010), nur digital
- Verhaftet wegen sexy (2013), Olli Schulz und Bernd Begemann, nur digital
- St. Pauli hat uns ausgespuckt (2015)
- Fällt mir schwer zu glauben, dass du schüchtern bist (2015)

Die Antwort
- Unten am Hafen (1987)
- Wann, wann, wann (1987)
- Sie haben alles verkauft (1990)
- Meine Jahre mit Elisabeth Taylor (1991)
- Oh Ja / Oh Nein (1992)
- Was macht Miss Juni im Dezember (1992)
- Ich habe mich rasiert (1998)
- Ein Abschied zuviel (1998)

### Videoalben
- Die Welt wird uns hören (2005) Bernd Begemann und die Befreiung

## Filmografie

### Filme
- 1996: Liane
- 2000: Fandango – Members Only
- 2006: Schröders wunderbare Welt
- 2010: Schenk mir dein Herz

### Fernsehshows
- 1996: Bernd im Bademantel (3 Folgen)[18]

### Dokumentationen
- 2004: Bleib zuhause im Sommer